# Eurydice dollfusi
Eurydice dollfusi är en kräftdjursart som beskrevs av Théodore Monod 1930. Eurydice dollfusi ingår i släktet Eurydice och familjen Cirolanidae. Inga underarter finns listade i Catalogue of Life.